# NFilm HD
nFilm HD – polski kanał filmowy typu premium nadawany w standardzie HDTV, dostępny na platformie cyfrowej n oraz w telewizjach kablowych.
Stacja została uruchomiona 2 września 2009 wraz ze startem siostrzanego kanału nFilm HD 2. We wrześniu razem z kanałami filmowymi wystartowały: wypożyczalnia filmów nFilm VOD (obecnie Canal+ VOD) oraz internetowa stacja radiowa nFilm HD Radio z muzyką filmową.
Stacje prezentowały filmy oraz seriale z wytwórni Paramount Pictures i DreamWorks, CBS Films, a także MGM i wytwórni niezależnych. Na skutek podpisania nowych umów na wyłączność z dystrybutorem filmów Monolith Films i wzmocnienia od 1 stycznia 2012 oferty filmowej o produkcje wytwórni 20th Century Fox i innych zawartych umów uruchomiono 4 kanały w miejsce dotychczasowych dwóch. Logo kanału znajdowało się w niebieskiej i przekrzywionej gwiazdce, obok której był w kwadracie napis Film HD. Dyrektorem stacji do stycznia 2011 był Tomasz Raczek. W kwietniu 2011 zakończono nadawanie stacji radiowej nFilm HD, natomiast we wrześniu działanie zaprzestała strona nFilmhd.pl. 15 grudnia 2011 stacja oficjalnie zakończyła emisję, ustępując miejsce kanałowi nPremium 3 HD.